# Júlia Otero Pérez
Júlia Otero Pérez (Monforte de Lemos, província de Lugo, 6 de maig del 1959) és una periodista catalana, d'ascendència gallega.

## Trajectòria
Resideix a Barcelona des dels tres anys. Veïna de menuda del barri del Poble-sec de Barcelona, és llicenciada en Filologia Hispànica. S'introdueix casualment amb 17 anys en el món de la comunicació, al programa Protagonista, el cine, a l'emissora Ràdio Sabadell, gràcies a un amic. En poc de temps es converteix en presentadora i directora d'aquest programa. Entre els 19 i els 24 anys, Júlia s'enfrontà a un tumor abdominal, que la portà a la sala d'operacions en sis ocasions, encara que en cap moment deixà la seva tasca a la ràdio.
El 1980 fitxa per l'emissora Ràdio Joventut de Barcelona i un any després arribà a Ràdio Miramar de Barcelona, on va obtindre càrrecs de responsabilitat.
El 1983 la contracta la Cadena COPE per a dirigir i presentar un programa nocturn: Crónica del alba. Uns anys després comença la seua carrera televisiva, que compagina amb la radiofònica durant un temps. S'inicia en la televisió el 1987 amb el programa de debats Una historia particular en La 2 de Televisió Espanyola, el mateix any en què es casa amb el periodista Ramon Pellicer (matrimoni que durarà sis anys). Un any després el 1988, comença a presentar el programa 3x4, amb el que obté gran popularitat. Otero presenta en els anys següents, i sempre a Televisió espanyola els programes La Lluna (TVE Catalunya), La Luna (1989), Telepasión española (1990) i La Ronda (1991).
A partir del 1991 la comunicadora torna a la ràdio, amb el programa La Radio de Julia a Onda Cero que comença essent nocturn, per a passar després de convertir-se en èxit, a la franja de tarda. Otero va presentar i va dirigir aquest programa fins al 1999. Durant aquest període fa incursions a la televisió, el 1992 presenta Jocs de Nit a TV3, el 1993 dirigeix el concurs Los cinco sentidos a Antena 3, Un paseo por el tiempo (1995) de nou a TVE i a Telecinco La semana que viene (1998), un magazín nocturn. Durant el 1997 és columnista del periòdic La Vanguardia.
El 1999 l'ONCE ven les emissores d'Onda Cero al Grup Telefónica. Els nous propietaris decideixen retirar de la graella el programa de Julia Otero, a pesar que era líder d'audiència, i la substitueixen per Marta Robles. Aquesta decisió va estar marcada per la polèmica, es va acusar el mitjà de basar-se en raons polítiques per al cessament. La radio de Julia comptava entre la seua llista de col·laboradors amb Manuel Delgado Ruiz, Almudena Grandes, Enrique Gil Calvo, Joaquín Leguina Herrán, Juan Adriansens, Jorge Verstrynge, Luisa Isabel Álvarez de Toledo, Lluís Racionero i Grau, Fernando Sánchez Dragó, Juan José Armas Marcelo, Òscar Nebreda, Pablo Motos i Burgos, Eduardo de Vicente, Juanjo de la Iglesia, Daniel Monzó, Académica Palanca, Jordi Estadella i Gràcia, Adolfo Fernández Oubiña, Miguel Ángel Coll, Juan Herrera, Curry Valenzuela, Carlos Boyero, Lucía Etxebarria de Asteinza, Josep Borrell i Fontelles, Anna Balletbò i Puig, Xosé Manuel Beiras, Fernando Fernández de Trocóniz Marcos i Ana Palacio Vallelersundi (mesos després nomenada Ministra d'Afers Exteriors).

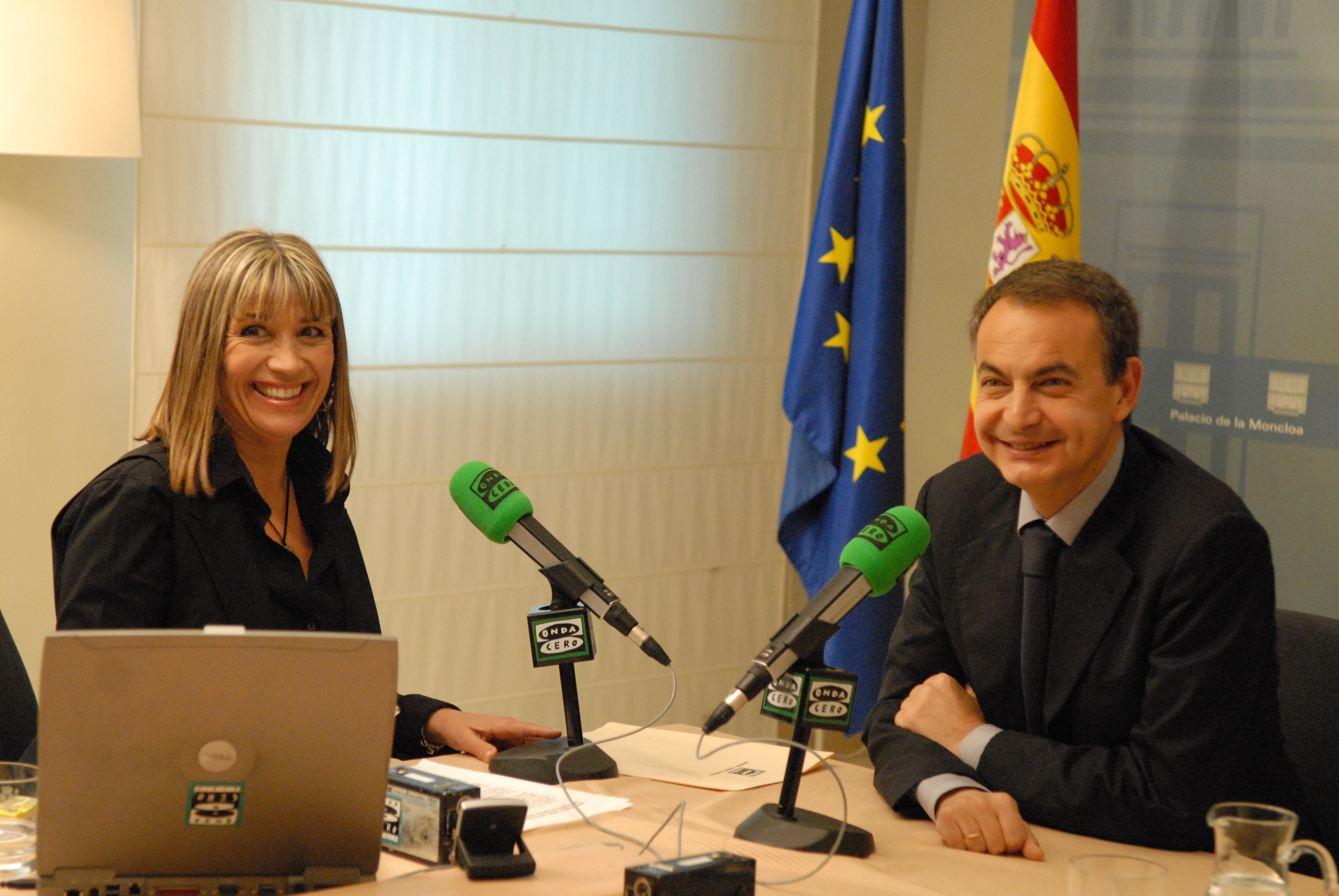
Júlia Otero entrevistant Zapatero en el seu programa Julia en la onda, d'Onda Cero, el 2009.

Un any després, torna a TV3 per a presentar el magazín de tarda La columna, que durà quatre temporades i es converteix també en líder d'audiència. Entre el 2004 i el 2005 presentà el programa Las cerezas a la primera de TVE. Des del 9 de gener del 2005 fins al juliol del 2007 fou presentadora de l'últim tram del veterà programa Protagonistas, dirigit per Luis del Olmo, a Punto Radio i ha estat presentant a la vegada No em ratllis! en TV3. L'1 de juny del 2007, Punto Radio va emetre un comunicat en el que anunciava la fi de les relacions contractuals amb Otero, "de comú acord".
Des de setembre del 2007, Júlia Otero ha tornat a Onda Cero on presenta i dirigeix el programa Julia en la onda, en substitució de Gomaespuma. Torna així a la casa en la que va néixer La Radio de Julia i de la que fou acomiadada el 1999. La seua bona relació personal amb José Manuel Lara Bosch, president del Grup Planeta i accionista majoritari d'Onda Cero, permet el seu regrés a aquesta cadena. María Teresa Campos la substitueix al segon tram de Protagonistas de Punto Radio.
El desembre del 2009, a proposta del Foro Cívico Galego de Barcelona rep la distinció de filla predilecta de Monforte.

## Premis i reconeixements
Júlia Otero ha rebut, entre d'altres, el Premi Ondas a la comunicadora revelació de ràdio (1989), el Premi Ondas (1994), el Premi Ondas Nacionals de Televisió (1989), l'Antena de Oro (1989) per La Luna, el TP d'Or a la millor presentadora el 1988 per 3x4 i el 1989 per La Luna, el Premi Ciutat de Badalona de Comunicació (2001), el Premi Micrófono de Oro, atorgat per la Federació d'Associacions de Professionals de Ràdio i TV d'Espanya (2002), el Premi Ondas al millor programa d'entreteniment (2003), el Premi de l'Associació de Dones Empresàries i Emprenedores de Tarragona (2004) i el Premi Ondas a la trajectòria en la categoria de ràdio (2013). També va ser nominada al Premi de l'Acadèmia de TV (ATV) a la millor comunicadora de programes d'entreteniment el 2002, 2003, 2004 i 2005 per La columna i Las cerezas. L'any 2010 va obtenir el Premi Bones Pràctiques de Comunicació no Sexista de l'Associació de Dones Periodistes de Catalunya per fer un periodisme rigorós i de qualitat, fent visibles les dones i les seves actuacions. El 2021 va rebre una menció honorífica dels Premis Nacionals de Comunicació que concedeix la Generalitat de Catalunya.
El 2025 fou inclosa a la llista Forbes de les 100 dones més influents de Catalunya.